# Alpha di Cronbach

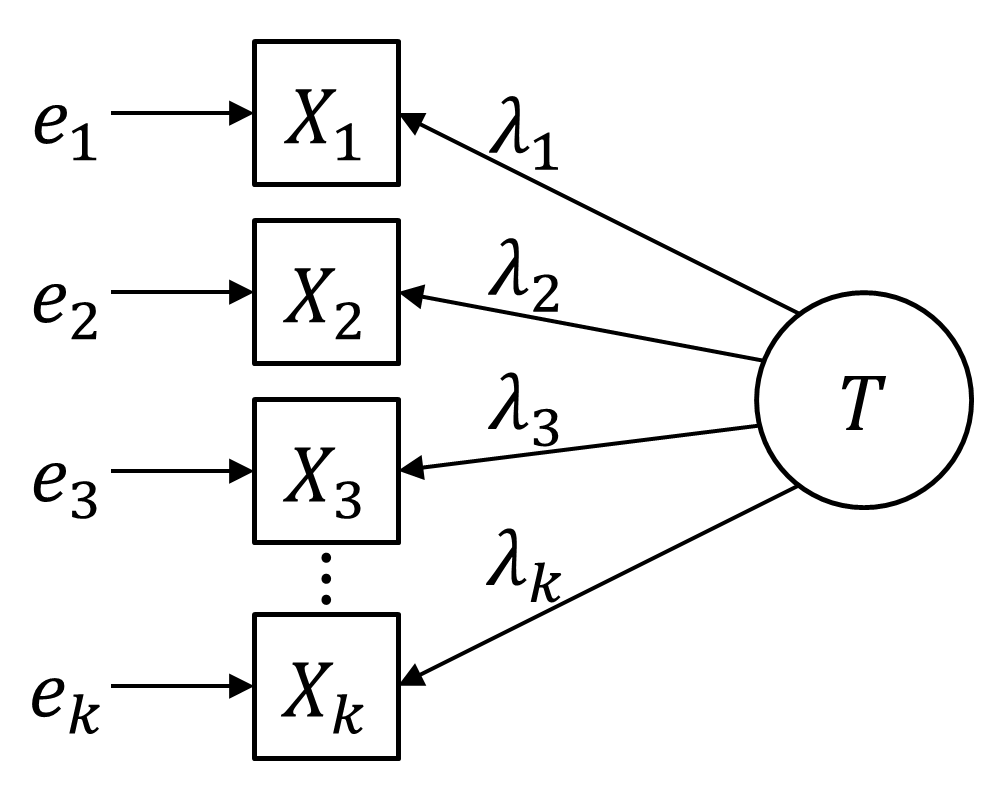
A tau-equivalent measurement model is a special case of a congeneric measurement model, hereby assuming all factor loadings to be the same, i.e.

L'alpha di Cronbach (a volte  semplicemente coefficiente α) è un Indicatore statistico utilizzato nei test psicometrici per misurarne l'attendibilità, ovvero per verificare la riproducibilità nel tempo, a parità di condizioni, dei risultati da essi forniti. In genere valori alti di attendibilità sono da considerarsi quelli che vanno da 0.70 in su. Fu ideato dal pedagogista statunitense Lee Cronbach nel 1951. 

## Definizione
Il coefficiente alpha di Cronbach si definisce nel modo seguente:
{\displaystyle \alpha ={{{k} \over {k-1}}\left(1-{{\sum _{i=1}^{k}\sigma _{Y_{i}}^{2}} \over {\sigma _{X}^{2}}}\right)}}
dove {\displaystyle k} è il numero di item, {\displaystyle \sigma _{X}^{2}} è la varianza del punteggio totale e  {\displaystyle \sigma _{Y_{i}}^{2}} la varianza dell'item i per il campione di individui in esame.